# Korpus Henriquez/Hadfy
Korpus Henriquez/Hadfy (izvirno nemško Korps Henriquez/Hadfy) je bil korpus avstro-ogrske kopenske vojske, ki je bil aktiven med prvo svetovno vojno.

## Zgodovina
Korpus je deloval med avgustom 1915 in aprilom 1917, ko je bil preimenovan v 26. korpus.

## Poveljstvo
Poveljniki
- Johann von Henriquez: avgust - september 1915
- Emmerich Hadfy von Livno: september 1915 - april 1917

Načelniki štaba
- Aurel Stromfeld: avgust 1915 - april 1917